# Карпати, Рудольф
Ру́дольф Ка́рпати (венг. Kárpáti Rudolf; 17 июля 1920, Будапешт, — 1 февраля 1999, там же) — венгерский фехтовальщик, шестикратный олимпийский чемпион в личных и командных соревнованиях саблистов.
Кроме того, Карпати семь раз становился чемпионом мира (1953, 1954, 1955, 1957, 1958 в команде, 1954 и 1959 в индивидуальном зачёте), три раза серебряным призёром чемпионатов мира (1955 и 1957 в индивидуальном зачёте, 1959 в команде) и два раза бронзовым призёром (1953 в индивидуальном зачёте, 1961 в команде). В 1959, 1960 и 1972 годах назывался венгерским спортсменом года (:hu).
По образованию музыкант, заканчивал Национальную консерваторию. Служил в армии, руководил военным оркестром, имел звание полковника, а после отставки в 1990 году был удостоен звания генерал-майора.
По окончании карьеры был также фехтовальным арбитром. Работал в Венгерской и Международной федерациях фехтования. Участвовал во внедрении электронного арбитража в фехтовании на саблях.
В 1990 году был награждён Олимпийским орденом за заслуги.